# Ajos Mamas
Ajos Mamas (gr. Άγιος Μάμας)  – wieś w Republice Cypryjskiej, w dystrykcie Limassol. W 2011 roku liczyła 114 mieszkańców.